# 雷德巴德 (伊利諾伊州)
雷德巴德（英語：Red Bud）是一個位於美國伊利諾伊州蘭道夫縣的城市。

## 地理
雷德巴德的座標為38°12′37″N 89°59′47″W / 38.21028°N 89.99639°W，而該地的平均海拔高度為140米（即459英尺）。

## 人口
根據2010年美國人口普查的數據，雷德巴德的面積為6.36平方千米，當中陸地面積為6.30平方千米，而水域面積為0.06平方千米。當地共有人口3698人，而人口密度為每平方千米581.45人。